# Leica Geosystems

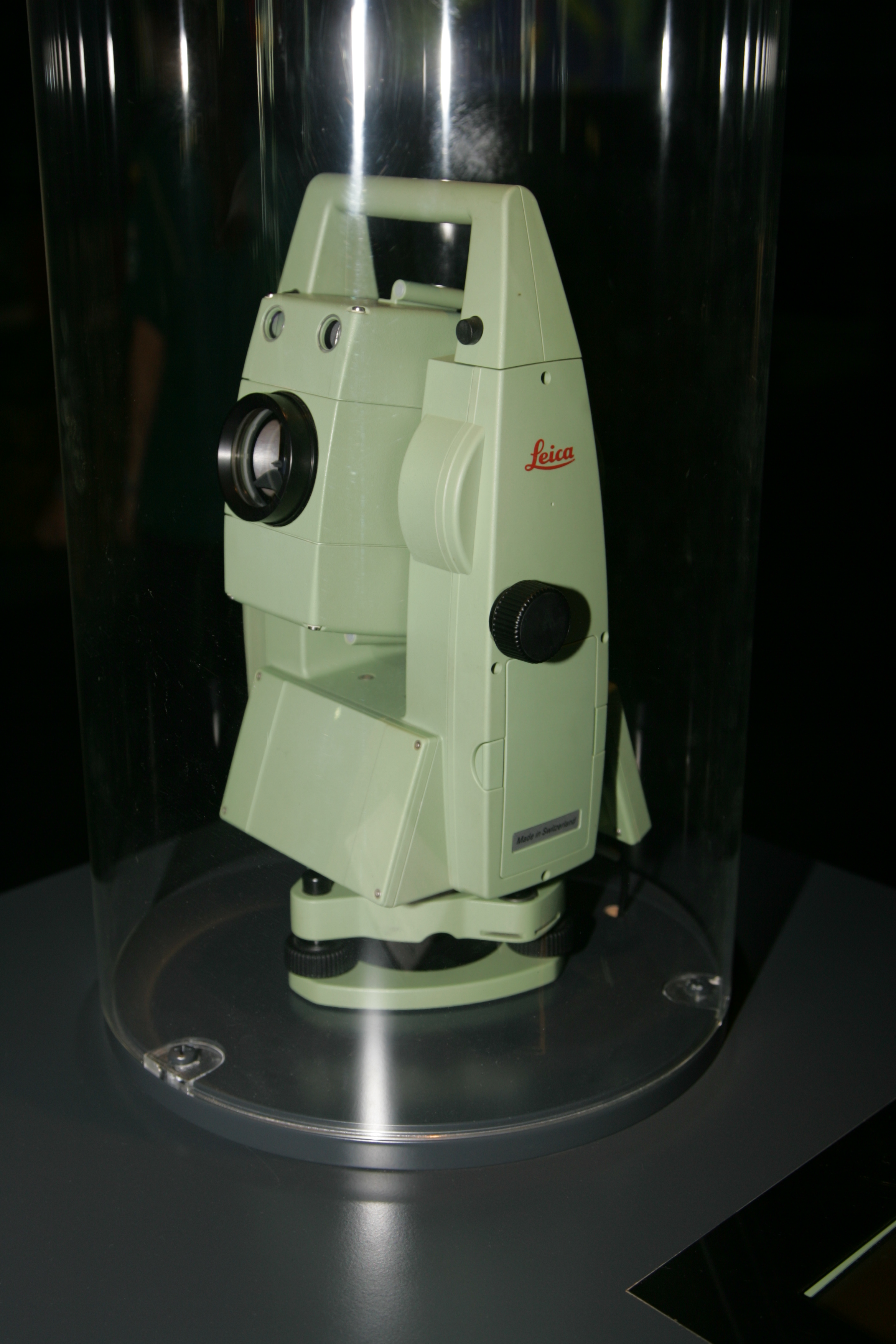
Tacheometro della Leica Geosystems

Leica Geosystems AG è una società svizzera del gruppo svedese Hexagon AB. Produce strumenti di misura per la geodesia e le costruzioni edili, per la fotogrammetria. La sede è a Heerbrugg sul confine verso l'Austria.

## Storia
La società ha radici sino al 1921 dalla svizzera Wild Heerbrugg, che nel 1987/88 si fonde con la Leitz Wetzlar e la parte di geodesia della Kern & Co. AG, dando vita alla Wild Leitz AG.
Dal 1990 la società utilizzava il marchio simbolo della Leica. Dal 2005 la Leica Geosystems appartiene al gruppo svedese Hexagon AB.
L'azienda produce sistemi ottici per la geodesia, meccanica fine, elettronica e optoelettronica, software.